# ماهائلا استف
ماهائلا استف (انگلیسی: Mihaela Steff؛ زادهٔ ) یک بازیکن تنیس روی میز اهل رومانی است. 
وی در مسابقات کشوری و بین‌المللی در مجموع برنده ۵ مدال طلا، ۲ مدال نقره، ۳ مدال برنز شده‌است.